# ベルンヴァルト・デネケ
ベルンヴァルト・デネケ（Bernward Deneke, 1928年 - 2018年）は、ドイツの民俗学者、美術史家、民芸研究家。

## 経歴
バイエルン州に生まれ、ミュンヘン大学でゲルマニスティク、民俗学、美術史を学び、ニュルンベルクのゲルマン国立博物館 (Germanisches Nationalmuseum) に務め館長となった。博物館学と美術史研究に厚い知見をもち、特に、民芸 (Volkskunst) の分野の専門家として理論と収集・解説の両面で多くの著作と編著がある。

## 著作（日本語訳）
- 「民藝の発見と藝術産業」（原著1964年）　 河野眞訳・解説　愛知大学語学教育研究室『言語と文化』第30集（2014年）、pp. 81 - 130.